# دالانغ (محرك الدمى)

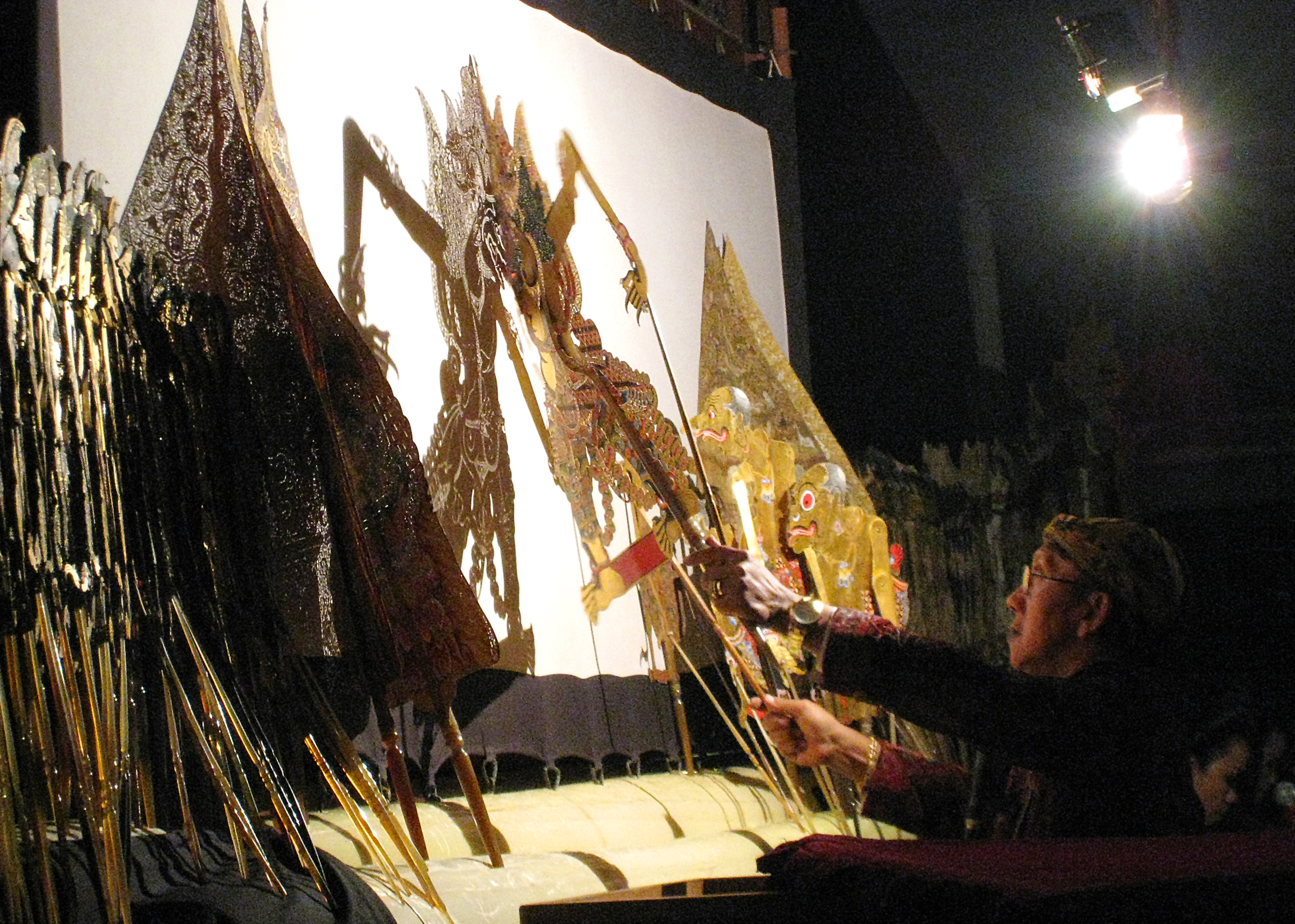
أداء وايانج كوليت من قبل دالانج إندونيسي شهير (سيد الدمى) كي مانتيب سودارسونو مع قصة "جاثوتكاكا وينيسودا"، في بنتارا بودايا جاكرتا، لإحياء ذكرى كومباس اليومية.

الدالانغ أو الدالانج ( (بالجاوية: dhalang) ؛ الأندونيسية والماليزية : dalang ) هو محرك الدمى في أداء وايانغ إندونيسي .
في أداء وايانغ كوليت، يجلس الدالانغ خلف حاجز ( كيلير ) مصنوع من القطن الأبيض مفرود على إطار خشبي. فوق رأسه، يتدلى من عوارض مثبتة في الجزء العلوي من الشاشة، المصباح ( blencong )، الذي يبرز الظلال على الشاشة. أمام دالانغ توجد منصة ( debog )، مصنوعة تقليديًا من جذع شجرة موز، حيث يمكن دفع قضبان التحكم الحادة للدمى لإبقائها في مكانها أثناء الأداء. يوجد على يساره صندوق الدمية ( kotak )، وإلى يمينه غطاء صندوق الدمية، حيث تجلس الدمى جاهزة للاستخدام.
بالإضافة إلى تحريك الدمى والتحدث بخطوطها، فإن دالانج مسؤول أيضًا عن إعطاء إشارات إلى الغاميلان. يتم ذلك بشكل أساسي من خلال العزف على الكيباك، وهو عبارة عن لوحة معدنية أو مجموعة من الألواح التي يتم تشغيلها بقدمه، أو عن طريق النقر على صندوق العرائس ( الكوتاك ) بمطرقة خشبية مثبتة في اليد اليسرى.

## روابط خارجية
- صفحة NIU على dalang
- صفحة Joglosemar wayang[وصلة مكسورة]